# Alberto Flamarique
Mario Alberto Flamarique (Provincia de Mendoza, 19 de enero de 1950) es un político de Argentina que ocupó el Ministerio de Trabajo de Argentina durante el gobierno de Fernando de la Rúa.

## Biografía
Alberto Flamarique proviene de la Provincia de Mendoza y se inició en la actividad privada, como agente de bolsa y realizando emprendimientos en el sector inmobiliario. 
Fue Vicepresidente de Bodegas y Viñedos Giol (Sociedad del Estado) entre los años 1988 y 1990 y asesor del Bloque de Diputados Nacionales del Partido Justicialista entre 1983 y 1984. A continuación fue Secretario de Planeamiento y Control de Gestión de la Gobernación de Mendoza (1990-1992) y Secretario Parlamentario de la Convención Constituyente de la Ciudad Autónoma de Buenos Aires durante 1996.
Luego fue elegido como diputado por la ciudad de Buenos Aires para el período 1997-2000, convirtiéndose en vicepresidente de la Comisión de Defensa de los consumidores y Usuarios de la Legislatura porteña.
El presidente Fernando de la Rúa lo nombró ministro de trabajo, cargo que ocupó hasta el 6 de octubre del año 2000. Se alejó del ministerio bajo sospechas de corrupción para la aprobación de la ley de flexibilidad laboral, aunque siguió ocupando un cargo de importancia en el gobierno ya que fue derivado a la secretaría de la presidencia, ocupada anteriormente por Jorge de la Rúa.
La periodista María Fernanda Villosio, afirmó después de una investigación que las negociaciones con los senadores se definieron en el despacho presidencial del mismo Fernando de la Rúa, quien dijo: "Arréglenlo con Santibañes", jefe de la SIDE. Un excolaborador del entonces presidente provisional del Senado José Genoud (UCR), afirmó que se pagaron coimas con 5 millones de pesos extraídos de la bóveda de la SIDE y que cobraron el propio Genoud y el entonces ministro de Trabajo, Alberto Flamarique.
Flamarique fue acusado por la justicia de “cohecho activo” por el supuesto reparto ilegal de dinero entre los legisladores para la sanción de la reforma laboral en el 2000. Según la acusación, el 26 de abril de ese año se pagó una suma de 5 millones de pesos-dólares para "garantizar" la aprobación de la polémica ley que eliminaba derechos laborales. Finalmente fue absuelto por la justicia en el proceso penal al igual que los otros acusados.